# Ariake Coliseum

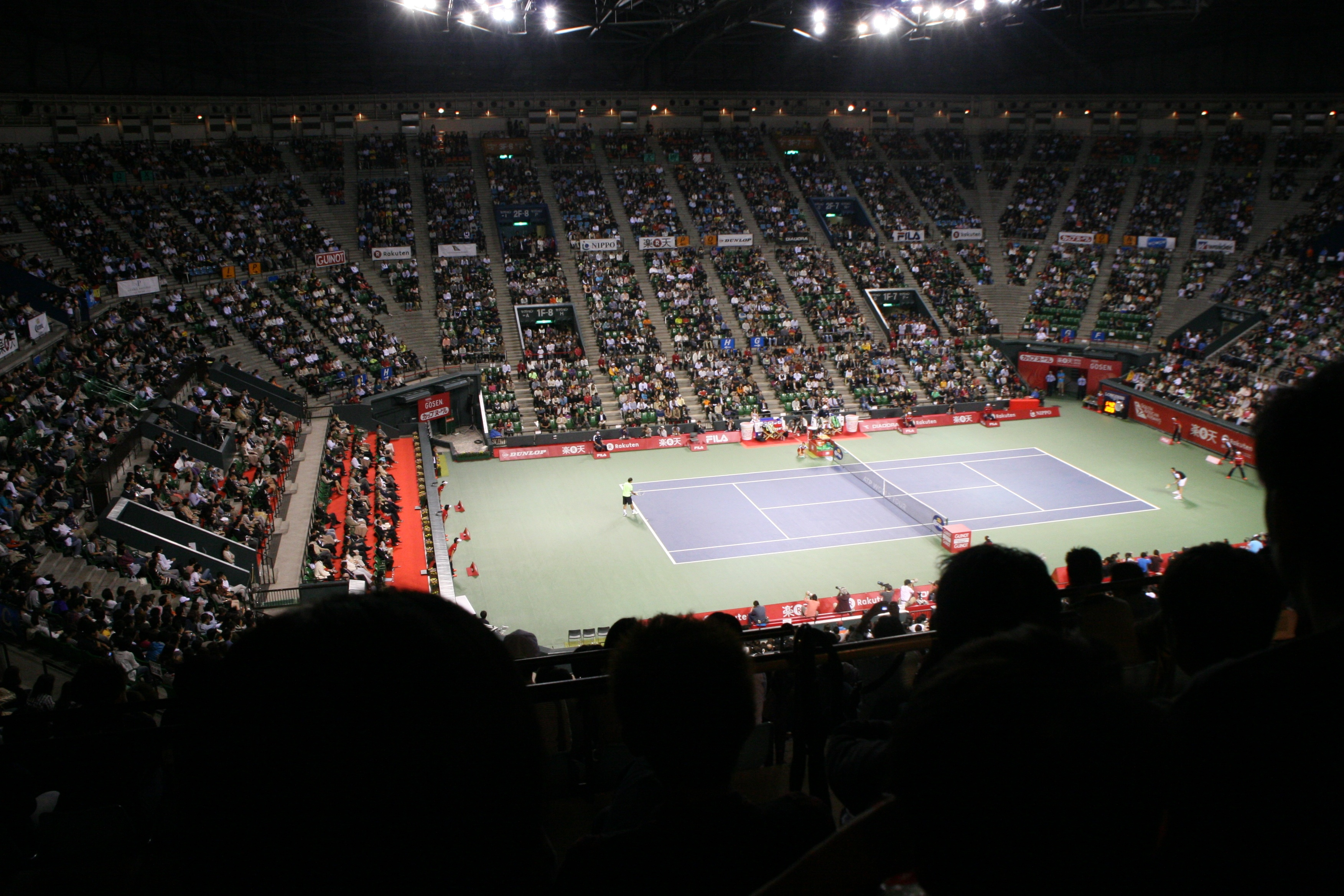

L'Ariake Coliseum (en japonais : 有明コロシアム) est une salle de sport située à Ariake, dans la banlieue est de Tokyo. Elle est utilisée principalement pour le tennis et a été utilisée pour le tournoi olympique de 2021.
D'une capacité de 10 000 spectateurs, le complexe a été conçu par le bureau d'architecture Kenchiku mode kenkyujo / Architectural Mode Laboratory et construit de 1985 à 1987. C'est le plus grand court du parc forestier de tennis d'Ariake. Il est équipé d'un toit coulissant.
Pour accéder au site en transports en commun, les visiteurs peuvent descendre à la gare d'Ariake (en) ou à celle de Kokusai-Tenjijō.

## Événements sportifs
Le Tournoi de tennis du Japon et le Tournoi de tennis de Tokyo se déroulent à l'Ariake Coliseum, de même que les matchs à domicile de Coupe Davis et de l'équipe du Japon de Fed Cup.
La salle est également utilisée par le club de basket-ball de Tokyo Apache, pour des matchs de la Ligue mondiale de volleyball et pour des compétitions de MMA. 
Pour les Jeux olympiques d'été de 2020, le site est rénové en vue du tournoi olympique de tennis. Un toit rétractable équipe désormais le bâtiment.